# 埼玉古墳群

36°07′42″N 139°28′46″E / 36.1283°N 139.4794°E

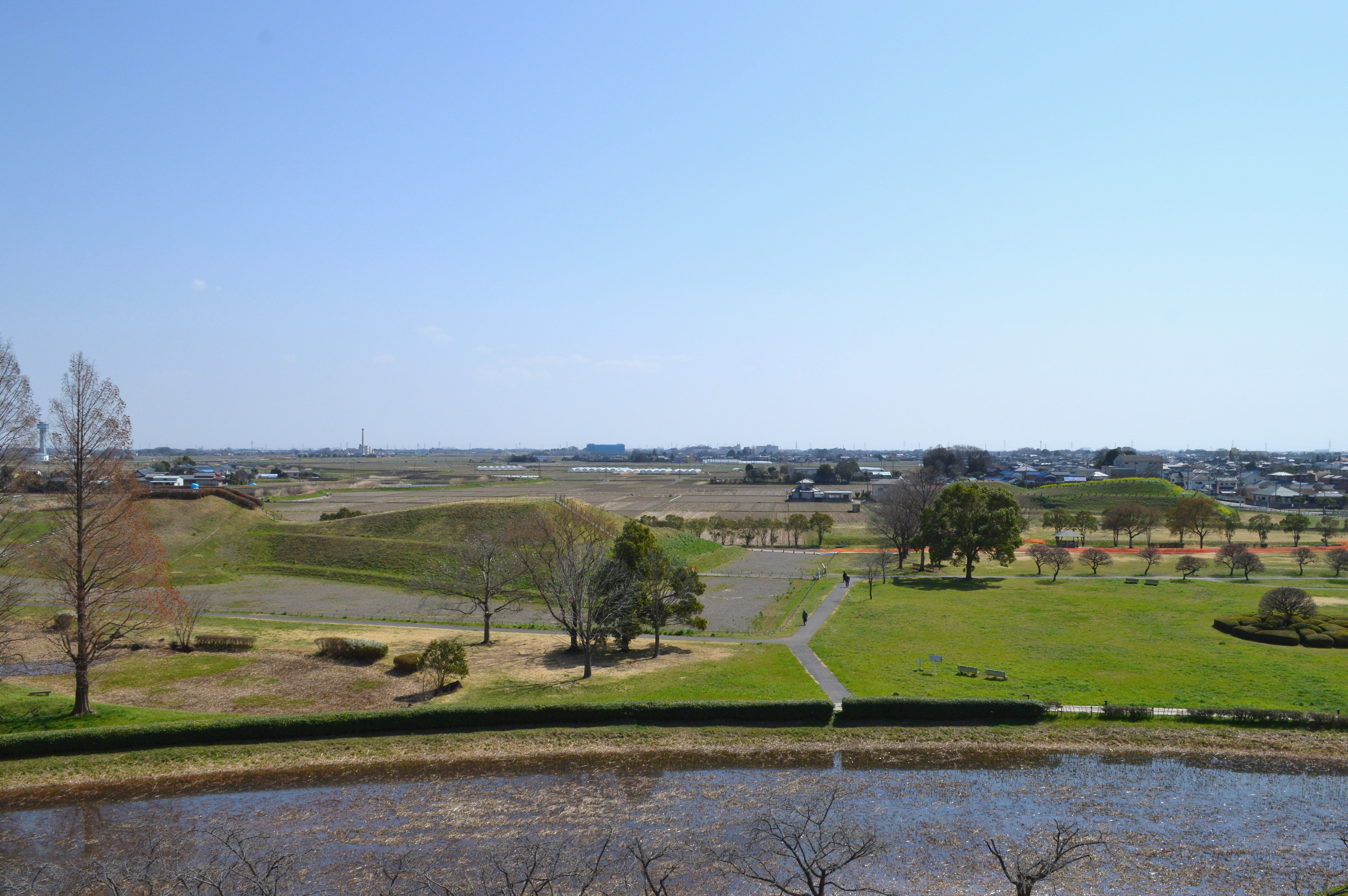
埼玉古墳群

埼玉古墳群（日语：／ Sakitama kofungun）是位於日本埼玉縣行田市大字埼玉的一處古墳群，名稱源於市町村合併前所在的埼玉村，主要組成部分是稻荷山古墳、丸墓山古墳、二子山古墳、將軍山古墳、愛宕山古墳、瓦塚古墳、奧之山古墳、鐵砲山古墳和中之山古墳，為文化廳指定的特別史跡，亦是日本遺產「承載和服文化裡足下的足袋藏的城鎮行田」以及由埼玉縣和行田市主導以登錄成世界遺產為目標的「埼玉古墳群 －古代東亞古墳文化的終點－」的組成部分之一。此外，古墳群下屬的稻荷山古墳的金錯銘鐵劍等出土文物為日本國寶，而古墳群所在的風土記之丘埼玉古墳公園則是日本的歷史公園100選和日本的都市公園100選之一，也是美麗日本散步道500選之一。

## 歷史

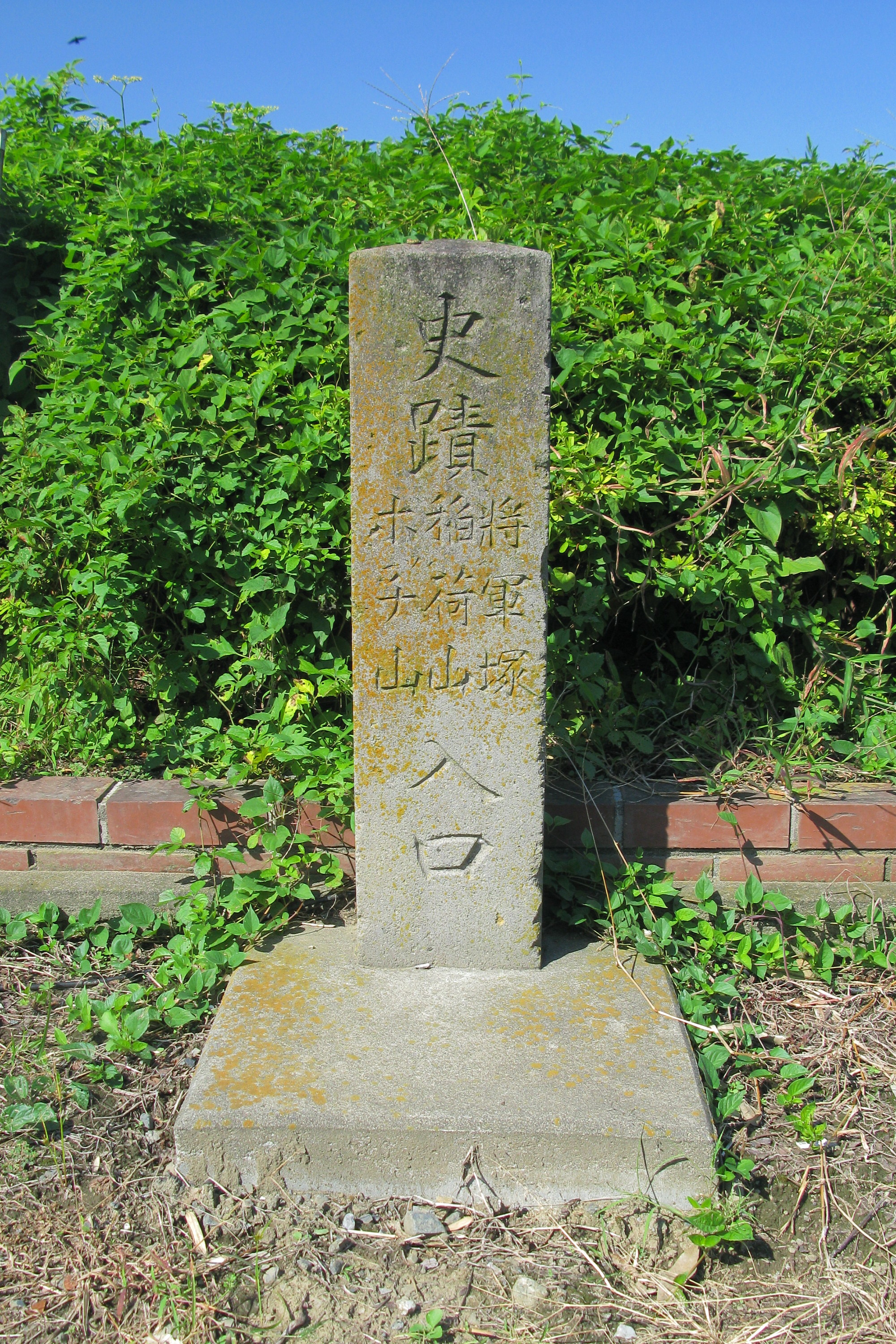
埼玉村史跡入口碑

按《日本國語大辭典》記載，古墳群是武藏國造笠原直使主一族的墓地，《大辭泉》則主張古墳群包含了知知夫國造的墓地。原本古墳群約有100座古墳，不過在石田三成時天正18年（1590年）對忍城採取水攻時，大量古墳遭受破壞。進入江戶時代後，《新編武藏風土記稿》和《忍名所圖會》等文獻也有對古墳群的相關記載，其中《新編武藏風土記稿》清楚標示了丸墓山（丸墓山古墳）和將軍塚（將軍山古墳），最早的文獻則可以追溯至文化3年（1806年）繪成的《五街道分間延繪圖》，描繪了丸墓山古墳、二子山古墳、鐵砲山古墳或瓦塚古墳:27。1934年之前，古墳群尚有9座大型古墳、作為陪葬墓的35座圓墳以及一座方墳，可是隨小針沼實施了圍墾，不但削去了若王子古墳和愛宕塚古墳的盛土，古墳數目也減少至現在的8座前方後圓墳、一座圓墳和一些小型圓墳遺跡。

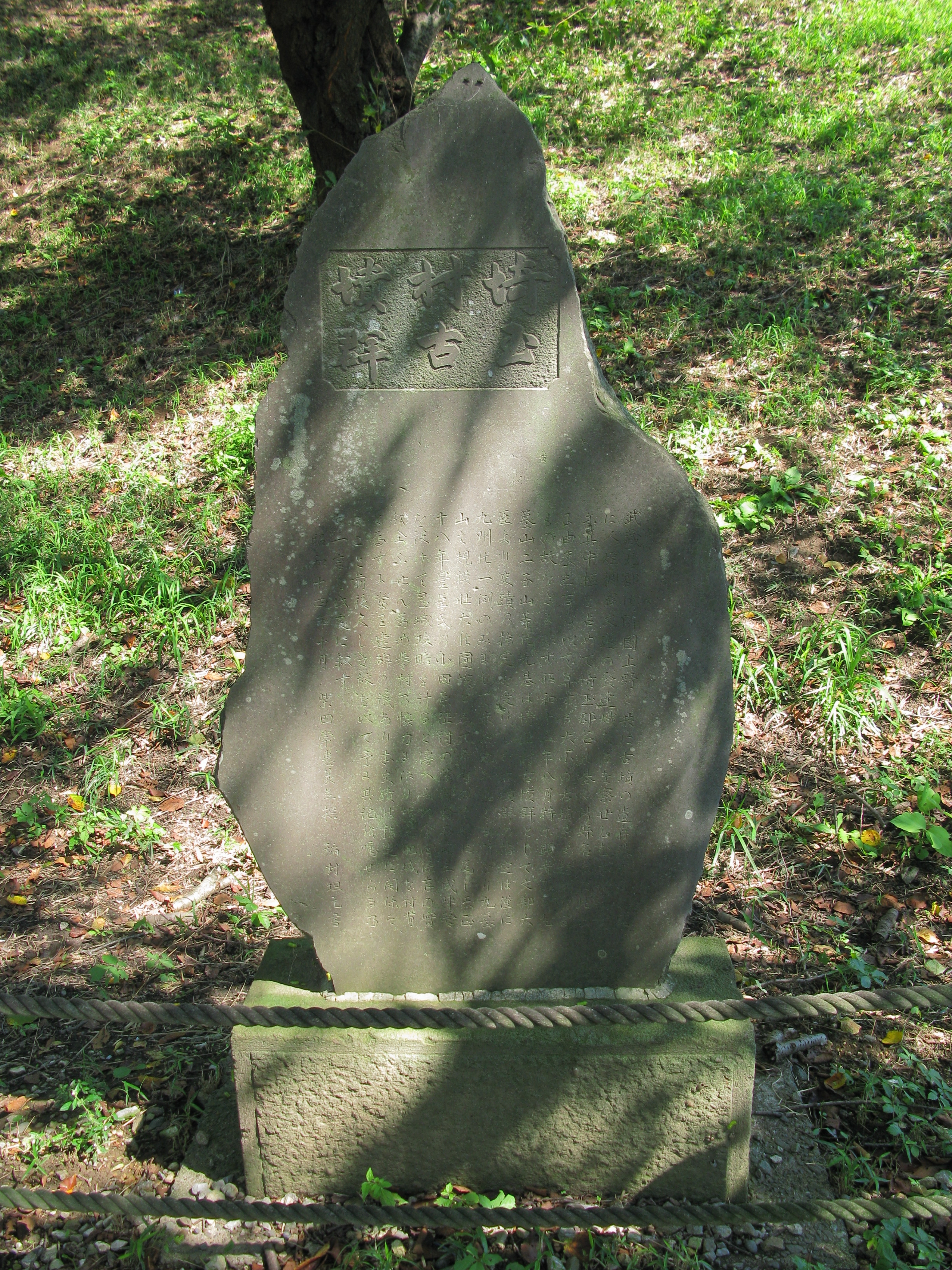
埼玉村古墳群石碑

同年，稻荷山古墳的前方部分因為挖土而遭到破壞，埼玉村（現行田市）在翌年5月向埼玉縣提出要求保護丸墓山古墳、二子山古墳和鐵砲山古墳，埼玉縣在同年6月向文部大臣提出臨時指定的要求，文部省雖然認為應該一併保存周邊古墳，不過由於埼玉縣認為這三座古墳的情況較為緊急，加上其他古墳尚在調查中，文部省只好在同年8月先對三座古墳發出臨時指定，並且在同年10月26日派遣柴田常惠前往視察。1936年2月26日，「第14屆埼玉縣史蹟名勝天然紀念物調查會」召開，決議要求調查稻荷山古墳、愛宕山古墳、瓦塚古墳、中之山古墳、奧之山古墳、將軍山古墳和Bocchi古墳（ボッチ山古墳），從而承認古墳群作為史跡的保存價值。同年9月18日，埼玉村向文部大臣提交圖則，並且提出申請讓古墳群成為史跡，文部省在翌年1月23日派人前往實地調查，最終古墳群在1938年6月28日由史蹟名勝天然紀念物調査會指定為史跡，埼玉村則在同年9月15日由文部大臣指定為古墳群的管理者。翌年，埼玉村成立「埼玉村古墳保存會」，並且在丸墓山古墳處樹立了史跡指定的紀念碑。1954年，埼玉村併入行田市後，於1957年7月31日從原來的埼玉村古墳群改名為埼玉古墳群。1967年，開始著手準備興建風土記之丘以及對各古墳展開調查，兩年後埼玉資料館正式啟用。1980年，埼玉古墳群出土文物協議會成立。1997年，將軍山古墳展示館對外開放:8-10、28。2020年3月10日，古墳群上調為特別史跡，這是自西都原古墳群和岩橋千塚古墳群在1952年獲指定為特別史跡以來，事隔67年再有古墳群獲指定，同時是埼玉縣首個特別史跡。

## 古墳
古墳群位於行田市東南面2.5公里處，地處關東地方的中央和武藏地方的北面，古墳群以北為利根川，距離群馬縣的直線距離僅7公里，南面則是荒川，地形上位處於大宮台地北部，由沖積土形成的沉沒壤土台地（埋没ローム台地），高約17至18米。因此，古墳群周圍存在著微高地、低濕地、天然堤、河畔砂丘和後背濕地等錯綜複雜的地形:20。古墳群的東西距離為600米，南北則是900米，史跡範圍由最初的45,838.65平方公里，在1989年9月22日擴展至周堀等部分，增加至222,745.20平方公里，2013年10月17日和2018年10月15日再度擴大直至現在的265,339.61平方公里:10-13，其中僅有146平方米為私人土地，其餘均是公有土地:17，範圍內有8座前方後圓墳、一座圓墳和一些小型圓墳，史跡範圍外的古墳群亦包括戶場口山古墳、淺間塚古墳和一些小型圓墳:31、35。此外，《角川日本地名大辭典》亦同時將北面的白山古墳群視作為埼玉古墳群的一部分。
古墳群內的古墳大致方位相同，古墳之間也非常接近，其中前方後圓墳都建有雙重周堀，周堀之間建有中堤，部分前方後圓墳在這個中堤和墳丘建有造出，全部均位於西面，各前方後圓墳亦沒有葺石，只有作為日本最大的圓墳的丸墓山古墳可能存在少量葺石。古墳的建造時期則橫跨5世紀後半至7世紀前半，從最早的稻荷山古墳到最晚的戶場口山古墳，在約一世紀半的期間接連興建了古墳，其中小型圓墳大多集中於稻荷山古墳附近，建造時期亦緊隨其後。目前主體部分經過學術發掘調查的古墳僅有稻荷山古墳、將軍山古墳和鐵砲山古墳，因此墓室形態的全貌不明，儘管如此，大致上則是從豎穴式石室演變成6世紀後半引入的橫穴式石室:31-33、35。

### 前方後圓墳
- 稻荷山古墳
- 二子山古墳
- 將軍山古墳
- 愛宕山古墳

稻荷山古墳為古墳群內歷史最悠久的古墳，當地居民又稱之為田山，建於5世紀後半，全長120米，後圓部分直徑為62.6米，高10.4米，前方部分寬82.4米，墓室形態是礫槨和粘土槨，建有呈方形的雙重周堀，墳丘和中堤均有造出，出土文物有金錯銘鐵劍，畫文帶環狀乳神獸鏡、勾玉、掛甲等武具、馬具、刀子、須惠器、土師器、形象埴輪和圓筒埴輪等等:36，全數以「武藏埼玉稻荷山古墳出土品」的名義在1981年6月9日獲指定為重要文化財，其後在1983年6月6日上調為日本國寶。古墳名稱源於以前在古墳上建有一座小型的稻荷神社而來。
二子山古墳為武藏地方規模最大的古墳，建於6世紀前半，全長132.2米，後圓部分直徑67米，高11.7米，前方部分寬83.2米，高13.7米，建有呈方形的雙重周堀，墳丘和中堤均有造出，出土文物有須惠器、土師器、形象埴輪和圓筒埴輪:46。古墳名稱源於前方部分和後圓部分像兩座山一樣而來，另外亦稱作觀音寺山。
將軍山古墳建於6世紀後半，全長90米，後圓部分直徑為38.8米，高3米，前方部分寬63.6米，高7米，墓室形態是橫穴式石室和木棺，推測建有呈方形的雙重周堀，墳丘和中堤均有造出:50，由於石室以角閃石安山岩、綠泥片岩和房州石（砂質凝灰岩）製成，反映入葬者當時擁有相當的勢力。1894年，當時古墳的土地主親自挖掘古墳，發現乳文鏡、鐵鏃等武具和馬具等陪葬品，這些出土文物多與朝鮮半島有密切關連。此外，將軍山古墳也設有獨自的展示館:50。
愛宕山古墳為古墳群內規模最小的前方後圓墳，建於6世紀中至後半，全長54.7米，後圓部分直徑26.4米，高3.6米，前方部分寬31.4米，高3.7米，建有呈方形的雙重周堀，前方部分供奉著石佛，出土文物有須惠器碎片、形象埴輪和圓筒埴輪:55、57。古墳的名稱源自過去建於墳丘上的愛宕神社而來。
- 瓦塚古墳
- 鐵砲山古墳
- 奧之山古墳
- 中之山古墳

瓦塚古墳為古墳群內唯一已知其埴輪排列的古墳，建於6世紀中，全長73.4米，後圓部分直徑為36.2米，高4.8米，前方部分寬45米，高4.6米，建有呈方形的雙重周堀，墳丘建有造出，出土文物有須惠器、土師器、形象埴輪和圓筒埴輪，其中形象埴輪大多保存完好，而且數量豐富:58。古墳的名源於明治初期時瓦師居住在附近而來。
鐵砲山古墳建於6世紀後半，全長107.6米，後圓部分直徑49.7米，高8.5米，前方部分寬68.1米，高9.5米，建有呈方形的雙重周堀，部分地方更達三重，墳丘和中堤均有造出，墓室形態是橫穴式石室，出土文物有須惠器、土師器、形象埴輪和圓筒埴輪:62。古墳的名稱源於江戶時代忍藩以此地作為砲術練習場而來，另外也稱作御風呂山。
奧之山古墳建於6世紀中，全長66.4米，後圓部分直徑為38.4米，高5.6米，前方部分寬43.2米，高6米，建有呈方形的雙重周堀，墳丘則有造出，出土文物有須惠器、土師器、形象埴輪和圓筒埴輪:66。此古墳的大字有別於上述古墳，它位於中之山古墳、戶場口山古墳均位於大字渡柳內，由於從東邊看，此古墳位於最盡頭處而得名。
中之山古墳建於6世紀末至7世紀初，為古墳群內歷史最短的古墳，全長79米，後圓部分直徑為38米，高4.9米，前方部分寬44米，高5.2米，建有呈方形的雙重周堀，出土文物有須惠器、土師器、須惠質埴輪壺:70。古墳比鄰奧之山古墳以及已經消失的戶場口山古墳，由於在兩座古墳的中間而得名，另外又有唐櫃山的別稱。
| 名稱       | 墳長         | 後圓部分                   | 前方部分                 | 中間細部寬度 | 墳丘範圍面積        | 相對高度               |
| ---------- | ------------ | -------------------------- | ------------------------ | ------------ | ------------------- | ---------------------- |
| 稻荷山古墳 | 120米        | 直徑62.6米 高10.4米        | 寬82.4米 高9.4米（推測） | 34.2米       | 6,723平方米         | 18米（前方部分為推測） |
| 二子山古墳 | 132.2米      | 直徑67米 高11.7米          | 寬83.2米 高13.7米        | 46米         | 7,863平方米         | 18.1米                 |
| 將軍山古墳 | 90米         | 直徑38.8米 高3米           | 寬63.6米 高8.2米         | 23米（推測） | 3,261平方米（推測） | 18米                   |
| 愛宕山古墳 | 54.7米       | 直徑26.4米（推測） 高3.6米 | 寬31.4米 高3.7米         | 15.2米       | 1,276平方米         | 18.2米（推測）         |
| 瓦塚古墳   | 73.4米       | 直徑36.2米 高4.8米         | 寬45米 高4.6米           | 20米         | 2,338平方米         | 18.4米                 |
| 鐵砲山古墳 | 107.6米      | 直徑49.7米 高8.5米         | 寬68.1米 高9.5米         | 28米         | 4,814平方米         | 18.5米                 |
| 奧之山古墳 | 66.4米       | 直徑38.4米 高5.6米         | 寬43.2米 高6米           | 18.8米       | 2,301平方米         | 18.8米                 |
| 中之山古墳 | 79米（推測） | 直徑38米（推測） 高4.9米   | 寬44米（推測） 高5.2米   | 23米（推測） | 2,463平方米（推測） | 18.6米                 |

### 其他
- 丸墓山古墳
- 淺間塚古墳
- 戶場口山古墳

丸墓山古墳為古墳群內唯一有可能存在著葺石的古墳，建於6世紀前半，直徑105米，高17.2米，過去曾經被認為是扇貝形古墳，現在是日本規模最大的圓墳，建有寬約40米的圓形周堀，出土文物有須惠器、土師器、形象埴輪和圓筒埴輪的碎片。按軍記物記載，石田三成在忍城之戰時曾經在此古墳的墳頂佈陣:27、42，墳丘動用的泥土量和高度均是古墳群內古墳中的首位。其墳名得名於其墳形，也有說法認為是訛轉自「麿墓」，墳頂處供奉了地藏菩薩。
淺間塚古墳建於7世紀前半，直徑約50米，高8.5米，建有外圍圓周直徑約73米的周堀，以終末期古墳來說屬於規模較大的圓墳，出土文物有須惠器和土師器的碎片，墳頂部分現在是前玉神社，較低處則是淺間神社，位於史跡範圍外:80。
戶場口山古墳是古墳群內現存的唯一一座方墳，建於7世紀前半至中葉，邊長42米，建有呈方形的雙重周堀，外堀邊長約80米，出土文物有須惠甕，現在該處是民居，位於史跡範圍外:81。
- 埼玉1號墳（天王山古墳）
- 埼玉2號墳（梅塚古墳）
- 埼玉5號墳
- 埼玉6號墳

古墳群內共有12座小型圓墳，其中埼玉8號墳、埼玉9號墳、埼玉10號墳、行田市第75號古墳（市No.75古墳）和天祥寺裏古墳在史跡範圍外，全數均建有周堀，直徑介乎於12.5米至26米之間，墳丘則由於已經被削平，其高度不得而知，建於5世紀後半至6世紀前半，出土文物有須惠器、土師器、形象埴輪和圓筒埴輪:74。
| 名稱                    | 墳丘最大直徑 | 高度   | 墳丘範圍面積 | 周堀最大直徑 |
| ----------------------- | ------------ | ------ | ------------ | ------------ |
| 丸墓山古墳              | 105米        | 17.2米 | 8,603平方米  | 206米        |
| 淺間塚古墳              | 50米（推測） | 8.5米  | 1,963平方米  | 76米         |
| 埼玉1號墳（天王山古墳） | 27米         | －     | 654平方米    | 42米         |
| 埼玉2號墳（梅塚古墳）   | 23.5米       | －     | 413平方米    | 29.5米       |
| 埼玉3號墳               | 12.5米       | －     | 124平方米    | 14.5米       |
| 埼玉4號墳               | 17.5米       | －     | 234平方米    | 21.5米       |
| 埼玉5號墳               | 26米         | －     | 516平方米    | 32.5米       |
| 埼玉6號墳               | 22.5米       | －     | 390平方米    | 27米         |
| 埼玉7號墳               | 22米         | －     | 360平方米    | 27米         |
| 埼玉8號墳               | 26米（推測） | －     | 497平方米    | 32米（推測） |
| 埼玉9號墳               | 24米（推測） | －     | 402平方米    | 30米（推測） |
| 埼玉10號墳              | 24米（推測） | －     | 351平方米    | 32米（推測） |
| 行田市第75號古墳        | 20米（推測） | －     | 351平方米    | 25米（推測） |
| 天祥寺裏古墳            | －           | －     | －           | 40米（推測） |

## 外部連結
- . 埼玉縣立埼玉史跡博物館.   [2020-09-17]. （原始内容存档于2020-11-25） （日语）.
- . 埼玉古墳公園.   [2020-09-17]. （原始内容存档于2021-02-03） （日语）.
- . 行田市 （日语）.[]